# 久米宏
久米 宏（くめ ひろし、1944年〈昭和19年〉7月14日 - ）は、日本のフリーアナウンサー、タレント、総合司会者、ラジオパーソナリティ、ニュースキャスター。ドイツ親善大使も務める。オフィス・トゥー・ワン所属。

## 来歴

### 生い立ち
国鉄と東芝に勤務していたエンジニアを父に、両親が疎開していた埼玉県浦和市（現：さいたま市浦和区）で誕生。姉3人の下の末っ子。戦時中は同児玉郡に疎開。戦後は、東京都品川区北品川で幼少時代を過ごす。
なお、父親は仕事で留守がちだったため、姉のスカートを縫い直した半ズボンを履いて「女の館に育った」と自身語っており、幼少時から女性の性（さが）を知っていた環境が、久米の感性に影響を与えたことは間違いないという。

### 学生時代の活動
品川区立城南第二小学校、東京都立大学附属高等学校（現東京都立桜修館中等教育学校）、早稲田大学政治経済学部経済学科卒業。大学では、演劇サークル「劇団木霊」に所属し演劇に熱中。
就職活動でアナウンサー職を志した動機について後に人から尋ねられると、本人は「学生時代、演劇活動に明け暮れ、成績が悪く、一流企業の推薦が取れなかったから」と面白おかしく語っているが、高倍率を勝ち抜き、合格、採用となった。
久米が入社した年のアナウンサー最終試験は試験官の前に、1台の赤電話が置かれ「赤電話を題材にして、自由にしゃべって下さい。」という課題だった。他の志望者は「さぁ、いま私の目の前に赤電話が置かれております。」「ここから一体、どのような人間ドラマが始まるのでしょうか？」という実況型だったが、久米は赤電話を前に暫し、黙考。10円玉を取り出し、その場で、実家に電話をかけた。電話に出た母親と「もしもし母さん? 今、TBSで入社試験を受けているんだけど……」と会話をし、そのまま終了した。

### 職務経歴

#### TBSのアナウンサー職（1967年 - 1979年）
大学卒業後の1967年4月、TBS（現：TBSHD。以下同）にアナウンサー12期生として入社。入社直後、激務と極度のあがり症から体調を崩し、結核を患った。同年11月15日、アナウンサー研修室設置に伴い、同室付兼ラジオ局第一制作部勤務となる。
1970年4月、『パックインミュージック』金曜パーソナリティに抜擢されるが、病気により5週で降板。1970年5月、この月からスタートした『永六輔の土曜ワイドラジオTokyo』の中継リポーターを務める。1975年10月、『料理天国』レギュラー（ - 1980年）、『ぴったし カン・カン』の司会として全国的な人気を得ることとなり、久米宏としての名前が一般に知られるようになる（ - 1984年5月）。（『ぴったし カン・カン』は、この番組を企画した萩本欽一が、ラジオの仕事をしていた久米を見てテレビ向きだと感じて起用した）1978年1月、『ザ・ベストテン』司会（ - 1985年4月）。同年4月、『土曜ワイドラジオTOKYO』パーソナリティ（ - 1985年3月）。1979年6月 - 同社を退社。『ザ・ベストテン』、『ぴったし カン・カン』、『土曜ワイドラジオTOKYO』と、その時点で担当していた番組はフリーアナウンサーとして出演を続けた。

#### フリーで番組司会など（1980年 - ）
- 1980年4月 -『おしゃれ』司会（ - 1987年3月、日本テレビ）。以降、民放各テレビ局を中心に活躍する。
- 1981年8月16日 - 当時29歳の愛人女性[7]が久米に妻との離婚を迫り、睡眠薬を飲んで手首を切る事件を起こす[8]。このため久米は非難の矢面に立たされ、三週間にわたり番組出演を謹慎[8]。
- 1982年 - 『久米宏のTVスクランブル』（1982年 - 1985年、日本テレビ）司会。
- 1983年 - 『がん戦争シリーズ』（1983年 - 2004年、テレビ朝日）司会。
- 1983年12月 - 『土曜ワイドラジオTOKYO』パーソナリティでゴールデンマイク賞を受賞[9]。

#### 『ニュースステーション』のメインキャスター（1985年 - 2004年）
- 1985年10月7日 - テレビ朝日の夜の大型ニュースショー番組『ニュースステーション』がスタート。メインキャスターを務める。フランクな司会ぶりは民放の報道番組に変革をもたらし、賛否両論を呼んだ。この間、引き続き『がん戦争シリーズ』など単発番組の司会を務めた他は、ほぼ『ニュースステーション』に専念。1987年3月で『おしゃれ』の終了と同時に、完全にこの番組一本となった。
- 1989年10月10日 - 『ニュースステーション』の企画「ジャイアンツエイド'89」での公約を守り、プロ野球読売ジャイアンツ優勝を受けて丸坊主でない坊主になる。さらに11月3日、1989年の日本シリーズを制した時の公約に従い、他局である日本テレビの夕方に放送されていた徳光和夫がメインキャスターのニュース番組『NNNニュースプラス1』に出演し『読売ジャイアンツ、バンザイ!』と叫んだ[注 2]。この一件は翌日の朝のワイドショーでも話題として採り上げられた。さらに、当時リクルート事件などで頻用されていた「ケジメ」という言葉が、この一連の出来事を伝える際にも使われるようになり、その結果、1989年版の現代用語の基礎知識流行語部門で「ケジメ」という言葉が銀賞を獲得した時、その言葉の代表例として、久米の名前が表記された。
- 1990年代前半 - 正確な時期は不明なものの、この頃に左頬の鼻と口のあいだ付近にあったほくろを切除している。これは当時の映像ではっきりとなくなっているのを確認することができる。
- 1990年 - 日本女性放送者懇談会20周年特別賞を受賞する[10]。
- 1990年4月 - TBSラジオの特別番組『大沢悠里のそれ行け!ラジオ天国』に出演。パーソナリティの大沢悠里、永六輔とラジオをテーマに鼎談を行う。
- 1990年5月 - ニュースステーションのキャスターとしての業績に対し、第27回ギャラクシー賞・テレビ部門個人賞を受賞[11]。
- 1993年7月1日 - 視力低下に伴いこの日より本番中常時眼鏡を着用する。一時降板する1999年まで一貫して枠のない眼鏡を着用していたが2000年1月4日の復帰から最終回まではラフな眼鏡を着用していた。
- 1994年9月24日 - ほぼ5年ぶりの日本テレビ出演となった『スーパースペシャル'94・久米宏の道徳の時間』の司会を務める（視聴率25.3%）。なお、この道徳の時間はその後、1995年6月に第2弾、1996年2月に第3弾が放送された。視聴率の伸び悩みや日本テレビ側からの第4弾出演依頼を固辞したことなどにより、第3弾で打ち切りになった。
- 1995年2月- TBSラジオの戦後50年特別番組『久米宏のトーク スクランブル』で10年ぶりにパーソナリティを務める。アシスタントには『ニュースステーション』共演者の小宮悦子を迎え、5時間の生放送を行った。
- 1996年10月 - 『ニュースステーション』でのインドのルポの中で、インド人がよどみない日本語で話をする映像を見て「しかし、外人の日本語は片言の方がいいよね」と発言、直後から有道出人の猛烈な抗議を受ける。ただし大きな問題として表面化はせず。トニー・ラズロが代表を務める、一緒企画からも回答願を出されている。2006年12月1日になって久米本人から有道に対し、当発言に対する謝罪のメールがあった[12]。
- 1999年2月1日 - 『ニュースステーション』のダイオキシン問題に関する特集で埼玉県所沢市の葉物から多く検出されたと伝えたが、実際にダイオキシンが検出されたのは　茶の木の葉であり煎茶を作るためにつむ茶葉(農産物)ではなく誤報であった。これにより埼玉県所沢市産のホウレンソウなど野菜の価格が風評被害により暴落[13]。大きな問題となり番組は批判を受けたが久米は番組内で謝罪もおろそかに「こうした報道をした私達の気持ちもわかってください」と開き直ったかのような発言をしたためにさらに批判を高める結果となった。その後、2004年6月16日にテレビ朝日が農家側に謝罪。1000万円で和解した。
- 同年10月6日 - 気力、体力の問題により『ニュースステーション』を降板。自身のウェブサイトや著書ではこの期間を「無職」、テレビ朝日は「休暇」としていた。
- 2000年1月4日 - 『ニュースステーション』に復帰、ヒゲ姿で登場した。写真入りで「久米ヒゲ復帰」などの見出しが新聞各紙を飾った。番組はリニューアルされ、ロゴがカタカナ表記から英字表記（『NEWS STATION』）に改められる。
- 2004年3月26日 - 『ニュースステーション』放送最終日。エンディングでは「今まで頑張った自分へのご褒美」と称してビールを飲みながら「本当にお別れです。さようなら！」と手を振り60歳を目前にして、18年半のメインキャスター生活にピリオドを打った。番組終了の際、他局でも「ニュースステーション終了」が取り上げられ、裏番組『筑紫哲也 NEWS23』の筑紫哲也が番組内でコメントするなど反響が大きかった。なお『ニュースステーション』終了後、テレビ朝日への直接の出演を一切行っていない。

#### 『ニュースステーション』終了以降（2004年 - ）
- 同年9月20日 - 半年間の休養後、ニッポン放送 1日ジャック『久米宏と1日まるごと有楽町放送局』で復帰。
- 2005年4月13日 - フジテレビ『トリビアの泉』にて、久米の応募したトリビアが採用される。「目標は、1人15へぇ出してくれるとして、トータル75へぇはいきたい」と宣言したが、結果は30へぇに留まった。なお「銀の脳」を獲得している。トリビアの内容は「ルイ・ヴィトンではロゴ入りの箸を作ったことがある」だった。なお、このトリビアは2度目の投稿であり、採用されたトリビアでは「“元”ニュースステーション キャスター」だった。なお、最初に投稿した時の肩書きは「ニュースステーション キャスター」だったが、採用される日を待っているうちに『ニュースステーション』が終了した。
- 同年4月17日 - 日本テレビの日曜20時枠で、1年ぶりのテレビ復帰となるレギュラー番組『A』がスタートするものの、低視聴率に伴い、6月19日、2か月で打ち切りとなる。
- 同年9月11日 - TBSで放送の第44回衆議院議員総選挙の選挙特別番組『乱!総選挙2005』で、スペシャル アンカーとして参加し、『筑紫哲也 NEWS23』の筑紫哲也と、1991年のプロ野球日本シリーズにゲスト出演して以来、14年ぶりの共演となった。視聴率は関東で15.6%、関西で18.2%と民放トップとなった。
- 同年12月 - USENの動画配信サイト「GyaO」でレギュラー番組『久米宏のCAR TOUCH!!』がスタート。久米本人が長年やりたかった番組とのことで、企画、構成、司会の3役をこなしている。
- 2006年6月 - 自らドイツへ行って、サッカーワールドカップの取材を行う。この模様は自身のウェブサイトから見ることができる。
- 同年8月、21年ぶりにTBSの番組に復帰を発表。10月開始のラジオ番組『久米宏 ラジオなんですけど』でパーソナリティを務める。同じ時間帯に、久米がTBSに入社した年と同じ1967年に文化放送に入社したみのもんたの番組があり、ニッポン放送が小倉智昭をパーソナリティに起用。三つ巴の戦いとなった。番組開始後、初の聴取率調査（2006年10月）では、同時間帯トップとなった。
- 2007年5月 - 『久米宏 ラジオなんですけど』の功績が認められ、第44回ギャラクシー賞のDJパーソナリティ賞を受賞する。
- 同年12月10日、17日にフジテレビ系列ドラマ『ガリレオ』に、自身29年ぶりのドラマ出演[注 3]。
- 2008年6月1日 - 『久米宏・経済スペシャル “新ニッポン人”現わる!』（テレビ東京）に出演。これにより、民放全局制覇を果たした[14]。なお、VTR出演としては前出の「久米宏と1日まるごと有楽町放送局」が放送された週の「ワールドビジネスサテライト」で特集した企業のVTRで映っていた。
- 2008年10月22日 - 『久米宏のテレビってヤツは!?』放送開始。
- 2009年4月15日 - 『クメピポ! 絶対あいたい1001人』放送開始。
- 2011年3月18日 - 東北地方太平洋沖地震（東日本大震災）発生により創設された朝日新聞社と朝日新聞厚生文化事業団による「東日本大震災救援募金」に、個人名義で2億円を寄付した[15]。
- 2013年12月25日 - 「テレフォンショッキング」（森田一義アワー 笑っていいとも!）に生出演。『笑っていいとも!』に初出演で、タモリと34年ぶりの共演。
- 2019年7月19日 - 『あさイチ』「プレミアムトーク」に出演[16]。NHKの生放送出演はこれが初となったが、出演は自分の意思ではなくNHKからの依頼であること、過去のNHK出演は2016年「結成50周年 コント55号笑いの祭典」と2018年「秋元康の超プレミアム対談談」の2本のみで、いずれも萩本欽一、秋元康に依頼されたものであったことも紹介[17]。「NHKは独立した放送機関になるべきだ。人事と予算で、国家に首元を握られている放送局があっちゃいけない。そういう国は先進国とは言えない。絶対報道機関は独立していないといけない」「NHKが民放になって、国会だとか政府に首根っこ掴まれているような放送局でなくなるんだったら、そっちの方がよほどいい社会になる」「政府を強烈に批判する放送局があってしかるべき」などとNHK批判を展開、二日後が投票日の参議院選挙にも「開票特番を楽しみたいなら、投票には行くべきだ」と触れ、各ニュースサイトが一斉に取り上げTwitterでもトレンド入りした[18][19][20]。この生出演2日前にはTBSラジオ『赤江珠緒たまむすび』に乱入し、「今週の『あさイチ』ゲスト出演を前に司会者の大吉さんに挨拶に来ました」と驚かせた[21]。
- 2019年11月2日 - WEBメディア「Knock Knock（ノックノック）」が配信するインターネット動画番組『Kume＊Net（クメネット）』を開設。「多数決よりも少数派。賛成派よりも反対派。小さなアイデアと好奇心を大切に久米宏が、気の向くままに語ります」をコンセプトに、10分前後で、社会やメディア、過去のエピソードをテーマとした動画を定期的に配信。
- 2020年1月17日 - 『ニュースステーション』メインキャスター時代の1995年に発災した阪神・淡路大震災から丸25年に当たることから、『キャスト特別企画　久米宏が語る震災25年』（被災地域の地元局で発災当時『ニュースステーション』の同時ネットを実施していた朝日放送テレビ制作の関西ローカル番組）に生出演。発災当時に取材した地域を再訪した模様のVTRなどが放送された。
- 2020年6月6日 - 2006年10月からスタートした生放送番組TBSラジオ『久米宏 ラジオなんですけど』を6月いっぱいで終了すると発表。この時点で、『Kume＊Net』の動画すでに90本以上配信を達成。
- 2020年6月27日 - TBSラジオ『久米宏 ラジオなんですけど』終了[22][23]。
- 2021年5月30日の194本目となるKume＊Netにて、ヨットで旅をすることを宣言し[24]活動休止。

#### ラジオ終了後の近況
- 2021年9月10日 - 週刊ポストに寄稿。「ドクターストップにより禁煙した」とつづる[25]。
- 2023年10月6日 - 初の書き下ろし自叙伝『久米宏です。ニュースステーションはザ・ベストテンだった』（朝日文庫）が発売される[26]。Nステ時代に度々圧力を受けたことを明かし、「どんな政権であろうが、それにおもねるメディアは消えていくべきだ」と記す[27]。
- 2023年11月 - 文春オンラインにインタビュー記事が掲載される[28]。
- 2024年7月号の文芸春秋に、映画監督の西川美和との対談が掲載される[29]。

## 人物、パーソナルデータ

### 仕事関連の才能、姿勢、性質など
- TBSの同僚アナ・石川顯によると、久米は一分間に760字から800字ほど喋る時期もあったという[30]。
- 『ニュースステーション』は現代のニュース番組としては珍しく、一切プロンプターを使用せず、原稿を机の上に置いて読み上げる方式を終始一貫して行った。久米は自著で「視聴者の側を向いた、ニュースショー番組にしたかったから」と記している。番組の衣装選びは妻であるスタイリストの麗子が担当した[31][32]。1987年にはベストドレッサー賞（スポーツ・芸能部門）、2004年には日本メガネベストドレッサー賞（文化界部門）を受賞もした。
- 久米はあがり症で胃腸も弱く病弱だったため、入社当初はアナウンサーとしての活動ができず電話番の仕事が中心だった。病気が回復した1970年4月、「パックインミュージック」のパーソナリティを務めることが決まった。本人は深夜から早朝の番組に当初は消極的だったが出演を承諾。放送開始直後に行われた、TBSの社員健康診断で医者から「結核を患っている」ことを告げられ、番組を5回で降板した。その後は同期の林美雄に引き継がれた[5]。
1991年2月18日放送のテレビ朝日『徹子の部屋』放送開始15周年記念公開録画（会場：有楽町朝日ホール）で出演にした折にて、前述の対人恐怖症（あがり症）を告白した。この中で、「（観客ならば）3人ぐらいが限界」「スタジオの中は静かで、（出来ればカメラマンも）誰もいない状態が一番好きなんです」と答えていた。また、このとき黒柳は、『ザ・ベストテンin長崎』（1983年11月10日放送、300回記念公開放送）にて、このときニューヨークに滞在していた黒柳がこの公開放送のために国際電話で呼びかけた際、大勢の観客が観覧する長崎市の会場が土砂降りとなって大混乱したのも重なり、頭の中が錯乱状態になり、黒柳との会話も粗暴になってしまったと回顧している。ちなみに、この回は久米単独での司会であった。
- 生放送音楽番組『ザ・ベストテン』では、黒柳徹子との安定感ある早口コンビで人気を博していた。その最中、テレビ朝日から『ニュースステーション』のキャスターの打診があった。テレビ朝日の社運を賭けた番組で、久米もキャスター業をしたいと思っていたため引き受けるが、スタッフから番組が決まるまで絶対に口外しない事を告げられる。そのため、司会パートナーの黒柳やスタッフに本当の降板理由を告げられず、黒柳からは自身の自宅に久米を呼び、降板の理由を問い詰めたことがある。結果的には遺恨を残すような形での降板となる。後年、アナウンサーの2年後輩で[33]『ザ・ベストテン』のプロデューサーだった山田修爾が亡くなった際、降板の顛末をキチンと謝罪できなかったことを悔やむ発言をしている（『ザ・ベストテン』関係者では黒柳のみ謝罪している）。加えて『ザ・ベストテン』がなければフリー転身もその後の『ニュースステーション』もなかったと話している[34]。
- 『ニュースステーション』担当時の夏季休暇（夏休み）は最大で3週間取っていた。
  - その休暇中に、重大ニュースが起こることがあった。アメリカ同時多発テロ事件も、久米の夏休み中に起こり、サブキャスターの渡辺真理が第一報を取り上げた。久米はその2日後に夏休みを切り上げて復帰している。
  - 休暇中は人間ドックを受けた後、『ニュースステーション』を放送していない山陰地方の温泉を旅行することが度々あったが、とりわけ『ニュースステーション』の視聴率が高かった近畿地方からの旅行者が多く、「番組を見られていないところに行ったはずなのに、『ニュースステーション観てます』と声をかけられて困った」と語っている。また、同じく放送がなかった宮崎県では、休暇中にゴルフを楽しんでいたところ、他のプレー客から「あなた最近テレビで見ないけど、仕事ないの?」と言われ、苦笑いした経験があるとも語っている。
- 久米は早稲田大学の政治経済学部で学び、社会や政治に関する学問的な知識・理論や歴史に関する知識なども身につけており、いずれの国であれ民主主義が成立するためには、ある国の政治が悪しき独裁制などに陥らないためには、報道の仕事をする人は、いかなる政権からも距離を置き、政権に対してあえて批判的な役割を果たすのがその重要な役割・任務なのだということ（三権分立に加え、報道の独立の重要性）、それを忘れると民主主義はもろくも崩壊・消滅してしまうという現実、歴史的な事実（ドイツ・ナチス政権下のプロパガンダ放送、日本の大本営発表などが招いた悲惨な結果の歴史的教訓）を正しく理解したうえで自身の役割を認識しており、自身の発言のスタンスについて、「反政権与党」である旨を表明している。『ニュースステーション』キャスター当時、現政権を徹底的に糾弾するスタンスを曲げることはなかった。「僕は、社会党が政権を取ったら、アンチ社会党になりますから。これは間違いないです。共産党が政権取れば、アンチ共産党です。だいたいマスコミが政権と同じ所に立ったらめちゃくちゃですから、その国は。なぜ反自民かというと、政権を取っているからです。それ以外には、理由はないですね」と語った[35]。
- 久米はNHKのことは嫌い、『NHK紅白歌合戦』の司会を打診されたとしても断るとしている[注 4]。長らくNHKへの出演歴自体もなかったが、2016年11月23日放送のNHK BSプレミアム『結成50周年!コント55号 笑いの祭典』にゲスト出演し、同局初出演となった[36]。
- 2020年の東京オリンピック開催について、石原都知事が開催地として立候補表明した時点から反対し続けている[37]。久米曰く「東京でやることの理由がわからない」などの思いから[38]。
- 『ニュースステーション』での発言が賛否両論になったことに関しては「僕は思いつきの失言はしないんですよ。失言は予定通りです」とし、失言によって問題が起きることは「想定内」であったと「爆笑問題の日曜サンデー」（TBSラジオ系）で述べているが、直後に田中裕二に「まさかここまで（大ごとになるとは）ってのはあったでしょ？」聞かれた際には、一例として前述の所沢ダイオキシン問題を挙げている[39]。
- 『ニュースステーション』メインキャスターの印象が強いが、TBSアナウンサー時代は報道番組（『JNNニュース』など）には全く出ていない（生島ヒロシ、小島一慶なども同様）。
- メディアが「～してみてはいかがでしょうか」という常套句を多用することに苦言を呈している。著書では「「今、あじさいが満開です」まではいい。しかし「ぜひお出かけになってみてはいかがでしょうか」の慣用句は要らない。行くか行かないかは聞いてみた人が決める問題だ」と綴っている[40]。

### 趣味、ファン活動など
- 自動車愛好家であり[41]、動画配信番組『久米宏のCAR TOUCH!!』も作った[42]。
- 山口百恵の熱狂的ファンを公言しており、『ザ・ベストテン』時代は百恵の体に軽くタッチしたり、百恵が歌い終わった後、絶叫するなどし、同じく司会者である黒柳徹子に窘められるという場面が数多く見受けられた[43]。百恵が三浦友和との「恋人宣言」（後に結婚）発表した後の1980年にTBSで放送された、百恵の引退コンサート番組の司会を久米が務めた。
- 広島東洋カープのファン[44]。広島カープファンになったきっかけは、TBS入社同期の林美雄がカープの魅力を熱心に話すので影響されたと話している[45]。「林君も筑紫哲也さんも「反中央」「反権力」という自分の性格をカープに重ねたのではないか」と述べている[45]。1989年に広島が優勝を逃して巨人が優勝した際、ライバル局・日本テレビの『NNNニュースプラス1』に坊主頭で生出演し、巨人ファンの徳光和夫に半ば強制的に「巨人軍優勝、ばんざーい!」と言わされた[46][47]。
- その一方で福岡ソフトバンクホークス（福岡ダイエーホークス）のファンでもあり、2000年、福岡ダイエーホークスの始球式に出たことがある。その時の背番号は「9:54」。これは、当時のフライングスタートを開始した『ニュースステーション』の開始時刻「9時54分」にちなんでいる。なお、始球式に至る練習風景や当日の様子は『ニュースステーション』で「久米さん、始球式ですよ!」として放送（当時のテレビ朝日のキャッチコピー「○○さん、テレビ朝日ですよ!」のパロディ）。
  - かつて久米は、ダイエー碑文谷店など70年代にかけて関東地方にあったダイエーの各店舗のオープニングセレモニーの司会を担当。それが縁でダイエー創業者の中内功と懇意な間柄となり、福岡ドームのVIPルームに呼ばれて観戦することが増え、福岡ダイエーホークスのファンになった。

### 交友関係、同僚他
- 大学時代の演劇部の仲間に長塚京三や田中真紀子がいる。
- TBS時代の同期アナウンサーには青木靖雄、石森勝之、小口勝彦、河野通太郎、林美雄、宮内鎮雄、米沢光規[48][49]。他職では若林貴世志（のちのTBSHD取締役相談役）、小川邦雄[注 5]（のちのTBS監査役）がいる。アナウンサーの1年先輩には川戸恵子がいる。アナウンサーの1年後輩の小島一慶は同学年の同僚。
- 『土曜ワイドラジオTOKYO』は前身『永六輔の土曜ワイド』時代から長年に渡り担当している。パーソナリティを務めた永六輔は久米にとって、放送業界での師匠格にあたる。
- 黒柳徹子の髪型は「タマネギ頭」と広く呼ばれているが、この「タマネギ頭」という名称を考えたのは久米である[50]。
- 『ニュースステーション』と『NEWS23』のキャスター対決と注目された、筑紫哲也との関係は決して悪くなく、『ニュースステーション』の最終回終了直後の『NEWS23』では筑紫が賛辞を送った（上記参照）他、2人ともカープファンという共通性があり、1991年の日本シリーズ（西武ライオンズ対広島東洋カープ）の対戦で、一緒に球場で観戦した[45]。なお、その筑紫哲也も『ニュースステーション』のメインキャスターの候補の一人として名前が挙がっていた。
- 阪神大震災の取材の際、森永ヒ素ミルク中毒事件の被害者で、脳性麻痺の後遺症を抱える男性と偶然知り合い、現在も交流を続けている。彼との出会い以来、森永グループの製品を口にできなくなった。
- 2003年8月25日に『ニュースステーション』の放送終了が発表。「十分にやった、スタミナ切れ」と「2000年復帰後3年という話だったこと」とする久米の意思を尊重してのものである。8月25日の終了説明記者会見において、「後を受け継ぐ古舘（後継番組『報道ステーション』の初代メインキャスター）さんに何かメッセージありますか?」と記者に尋ねられた際、「いや、番組はなくなるって聞いていますから。存在しない番組に司会者が存在するわけないでしょ」と回答した。これに対し古舘伊知郎は『AERA』（2014年七月十四日号）のインタビューで「（久米を）冷たい男だなと思いましたけど」「それから久米さん嫌いになったんですけど」と述べている。その後には「半分は大先輩だと思って尊敬している。半分は嫌いっていうところに落ち着くんだけど」と語った[51]。ただし、その後久米は「いかにつらいか、大変さが手に取るように分かる。（最近は）見ていないけど、無意識のうちに避けているのかもしれない」「自分は家を土台から造った。自由に造って来た。でも、彼はその土台を壊す事をさせてもらえずに、建物を造る様にさせられている。その事に苦労していると思う」と古舘を気遣うコメントをしたことがある[注 6][52]。
  - また、久米は「古舘君をはじめ、かなりの人が勘違いしている。僕が『ニュースステーション』でかなりしゃべったというイメージを持っている方が多いんですが、ほとんどのニュースに関して、リード原稿は僕が読んでいたんです。僕が原稿を読んでいる時間が結講あったのを、フリートークだと思い込んで見ていた人がかなり多かった。このぐらいの時間、しゃべらないといけないんじゃないかと、後任者が思い込んだ可能性はあるんです。僕が本当にフリートークで話した時間は、短い時は2秒ぐらいですからね」とも述べている[53]。
  - 2015年3月27日放送分の『報道ステーション』で発生し、問題視された古舘と古賀茂明のやり取りについて、古舘に対する批判とも取られる発言を行った[54]。

### 家族
1969年に麗子と結婚。子供はなし。

### 他
身体データ
- 身長は『ニュースステーション』等で長らく、「私の身長は180cmです」と公言してきたが、後に縮んで、178cmになったことを明かしている。
- 血液型はA型。
- 髪の毛は地毛である事を大石恵が公言しているが、大石曰く、よく「久米はカツラ？」と聞かれていた事をスーパークイズスペシャルで語っている。

## 出演番組

### テレビ
TBS
情報・ワイドショー番組（フリー転身後も含めて）
| 期間       | 期間      | 番組名                     | 役職                                                                                 |
| ---------- | --------- | -------------------------- | ------------------------------------------------------------------------------------ |
| 1971年     | 1971年    | モーニングジャンボ         | 随時出演                                                                             |
| 1975年     | 1975年    | ぎんざ11:00                | 随時出演                                                                             |
| 2008年10月 | 2009年3月 | 久米宏のテレビってヤツは!? | 司会 ※準キー局の毎日放送制作・同局系列にて放送、また、放送当時本人はフリーとして出演 |

バラエティ・音楽関連・ゲスト出演・特別番組・その他（フリー転身後も含めて）
- 時間ですよ（1970年）
- みんなで歌おう（1975年）
- ラストohダー（1976年） - あべ静江とのコンビで、水曜深夜放送分の司会を担当。
- 料理天国（1975年 - 1980年）
- ぴったし カン・カン（1975年 - 1984年） - 第4回アノンシスト賞グランダ・プレミオ賞受賞。
- トップスターショー・歌ある限り（1977年）
- チャーミングおくさま（1977年）
- ヤンマーファミリーアワー 飛べ!孫悟空（1977年）
- 日本レコード大賞（1977年 - 1978年）
- ザ・ベストテン（1978年 - 1985年）
- 水曜劇場・ムー一族 第30話（1978年）レポーターの久米宏 役
- 水曜劇場・家路〜ママ・ドント・クライ 第6話「久米宏の満漢全席」（1979年9月19日） - 久米宏 役
- 七人の刑事（1978年版）
  - 第4話「ひとりぼっちのビートルズ」 - 局アナ時代に出演。
  - 第32話「殺人容疑者・久米宏」
- 乱!総選挙2005[56]
- 久米宏から日本人へ!仰天!こんな昭和史もあったのかスペシャル
- クメピポ! 絶対あいたい1001人（毎日放送、2009年4月 - 2009年7月）[56]
- 筑紫哲也 明日への伝言～残日録をたどる旅（2013年1月、BS-TBS）

日本テレビ
| 期間                    | 期間                    | 番組名                                                                        | 役職                               | 備考                                                                          |
| ----------------------- | ----------------------- | ----------------------------------------------------------------------------- | ---------------------------------- | ----------------------------------------------------------------------------- |
| 1980年1月7日            | 1987年4月3日            | おしゃれ                                                                      | 司会                               |                                                                               |
| 1982年2月20日・11月13日 | 1982年2月20日・11月13日 | 久米宏のびっくり発明大賞                                                      | 司会                               |                                                                               |
| 1982年10月10日          | 1985年3月31日           | 久米宏のTVスクランブル                                                        | 司会                               |                                                                               |
| 1994年                  | 1996年                  | 久米宏の道徳の時間                                                            | 司会                               | 『スーパースペシャル』枠として、3回随時放送                                   |
| 2005年4月17日           | 2005年6月26日           | A                                                                             | 司会                               | 上記の『TVスクランブル』以来20年ぶりに同枠に復帰したが、およそ3ヵ月で打ち切り |
| 2007年7月23日           | 2007年8月13日           | テージセー 〜1461日の記憶〜                                                   | ナビゲーター                       | 『夏ドキュ!』のメイン企画の一つとして、4週連続にて放送                        |
| 2014年4月6日            | 2017年3月31日           | 久米書店 〜ヨクわかる!話題の一冊〜→久米書店midnight〜夜の本の虫〜（BS日テレ） | 『店主』を肩書きでのレギュラー出演 |                                                                               |

フジテレビ
| 期間                     | 番組名                 | 役職           | 備考                                             |
| ------------------------ | ---------------------- | -------------- | ------------------------------------------------ |
| 1980年代前半             | チャレンジ・ザ・ギネス | 司会           | 『火曜ワイドスペシャル』枠にて随時放送           |
| 2006年11月11日           | たけしの日本教育白書   | ゲストパネラー | 22時半過ぎから23時台にて出演                     |
| 2007年12月10日・12月17日 | ガリレオ 第9話・10話   | 木島征志郎 役  |                                                  |
| 2018年1月14日            | ボクらの時代 第531回   | トーク出演     | 『久米宏×市川紗椰×デーモン閣下』をテーマにて出演 |

テレビ朝日
| 期間               | 期間               | 番組名                        | 役職                                                    | 備考 |
| ------------------ | ------------------ | ----------------------------- | ------------------------------------------------------- | --- |
| 1980年5月5日       | 1980年5月5日       | オリンパソン'80               | 総合司会                                                | モスクワオリンピック開催直前番組として放送、午前8時30分から日付が変わる翌6日の午前1時30分までの放送                                                                      |
| 1983年             | 2004年2月25日      | 久米宏のがん戦争              | 司会                                                    | |
| 1985年10月         | 2004年3月          | ニュースステーション          | メインキャスター                                        | 途中3か月近くは、一時降板 |
| 1986年7月7日       | 2003年11月9日      | 選挙ステーション              | メインキャスター                                        | 衆参同日選挙投票日翌日の月曜日に通常番組も兼ねて放送、2004年3月を以て『ニュースステーション』終了した事に伴い、衆議院議員選挙投票日当日の2003年11月9日の放送で番組を降板 |
| 1988年放送日時不明 | 1988年放送日時不明 | シリーズ男の決断              | 『ザ・ディーラー マネー戦士の愛と野望』為替市場の説明役 | |
| 2010年             | 不定期放送         | 久米宏のTOKYO空の下（BS朝日） | 司会                                                    | 同局でかつて放送していた、紀行系ミニ番組『東京の空の下』のエピソード系番組として随時放送                                                                                 |

テレビ東京
| 放送日時       | 番組名                | 役職 | 放送当日のテーマ                                     |
| -------------- | --------------------- | ---- | ---------------------------------------------------- |
| 2008年6月1日   | 久米宏 経済スペシャル | MC   | 『酒を飲まない、車に興味の無い、消費しない若者たち』 |
| 2008年12月28日 | 久米宏 経済スペシャル | MC   | 『1秒でも早く結婚したい女たち』                      |
| 2010年11月14日 | 久米宏 経済スペシャル | MC   | 『激変するニッポンの食卓』                           |
| 2011年12月18日 | 久米宏 経済スペシャル | MC   | 『東京って幸せですか?』                              |
| 2013年1月16日  | 久米宏 経済スペシャル | MC   | 『実は日本人はデフレが大好きだった!?』               |

NHK総合
- あさイチ プレミアムトーク（2019年7月19日）初NHK総合生出演[56]

NHK BSプレミアム
- 「結成50周年！コント55号 笑いの祭典」（2016年11月23日）ゲスト。NHK初出演[57]

BS民放5局共同キャンペーン
- 久米宏のニッポン百年物語（2013年 - 2014年）
  - 「久米宏のニッポン百年物語 食の100年 おいしいは力だった」（BS日テレ）
  - 「久米宏のニッポン百年物語 医学の100年 日本人はなぜ長寿になったのか」（BSフジ）
  - 「久米宏のニッポン百年物語 流行歌の100年 未来に残すべきニッポンの歌」（BS-TBS）
  - 「久米宏のニッポン百年物語 鉄道の100年 日本人は鉄道がつくった?」（BS朝日）
  - 「久米宏のニッポン百年物語 家族の100年 人生相談にみる日本人」（BSジャパン）

### ラジオ
TBSラジオ
- パックインミュージック（1970年4月 - 5月）[3]
- 永六輔の土曜ワイドラジオTokyo[3]
- 三國一朗の土曜ワイド（1975年3月 - 1978年3月）[3]
- TBS それ行け!歌謡曲 ミュージック・キャラバン（1970年）[3]
- TBS今週のベストテン（1972年10月 - 1975年9月）[3]
- 久米宏の朝ですよ〜!（1973年10月 - 1977年3月）[3]
- ミュージック・イン・ザ・スカイ（1973年）[3]
- ミュージックガイ（1974年）[3]
- 東京赤坂歌謡曲（1974年）[3]
- TBS歌謡新人戦（1975年）[3]
- 歌のグランド・ステージ（1976年）[3]
- 三菱ふそう全国縦断 ひろし・あきらの朝ですよ〜!（石川顕と交代で担当）（1977年4月 - 1978年3月）[2][3]
- 久米宏のラジオでデート（1977年）[3]
- 久米宏のクッキーデート（1978年）[3]
- 土曜ワイドラジオTOKYO（1978年4月 - 1985年3月）3代目パーソナリティ[3]
- ゆく年くる年（1978年12月31日23:30 - 1979年1月1日1:00、「若い言葉はエイトビートで」）
- 久米宏 ラジオなんですけど（2006年10月7日 - 2020年6月27日）

ニッポン放送
- 久米宏と1日まるごと有楽町放送局 - 同社の有楽町再移転を記念して、2004年9月20日放送の朝 - 夕方放送の各番組に出演。

J-WAVE
- Jam the WORLD（2003年12月19日） - 『ニュースステーション』年末スペシャルとのコラボレーション

NHKラジオ第1
- すっぴん! （2017年11月17日） すっぴんインタビュー

NHK-FM
- 今日は一日○○三昧 （2018年5月3日） 「今日は一日“秋元康ソング”三昧2018」ゲスト[59]。

### インターネット
- 久米宏のCAR TOUCH!!（GyaO）
- インターネット番組『Kume＊Net（久米ネット）』2021年5月30日まで[24]定期的に動画配信

### CM
- 1981年頃にコダックのインスタントカメラのCMに出演し、女性タレント（氏名不詳）と共演した。

## 著書
- 『知的センスおしゃれ会話入門』青春出版社〈プレイブックス〉、1979年4月。
- 『久米宏の新・素朴な疑問 ひまつぶしに笑ってみようか』ベストセラーズ〈ワニの本〉、1981年4月。ISBN 978-4584004272。
- 『テーブルマナーなんか怖くない 食べ方でわかる女の魅力』ベストセラーズ〈ワニの本〉、1981年7月。ISBN 978-4584004364。
- 『シズルはいかが』勁文社〈ケイブンシャブックス〉1984年1月。ISBN 978-4766901375。
- 『こんにちは、久米宏です』ケイブンシャ文庫、1989年11月。ISBN 978-4766910865。
- 『もう一度読む「おしゃれ会話入門」 好印象と知性の隠し味をサラリ、のコツ』青春出版社、1997年9月。ISBN 978-4413062725。
- 『最後の晩餐 久米宏対話集』集英社、1999年4月。ISBN 978-4087743869。
- 『久米宏です。 ニュースステーションはザ・ベストテンだった』世界文化社、2017年9月。ISBN 978-4418175062。
  - 『久米宏です。 ニュースステーションはザ・ベストテンだった』朝日文庫、2023年10月。ISBN 978-4022620842。

### 共著
- 久米麗子共著『ミステリアスな結婚』世界文化社、2001年3月。ISBN 978-4418012046。
  - 久米麗子共著『ミステリアスな結婚』講談社文庫、2005年7月。ISBN 978-4062751278。

## 関連人物
- 黒柳徹子（『ザ・ベストテン』で共演。その後も『ニュースステーション』にユニセフ親善大使、『久米宏ラジオなんですけど』にゲストとして数多く出演）
- 永六輔（『土曜ワイド』で共演。久米の放送界における「師匠」ともいえる人物）
- 久米明（親戚関係はないが、「お父さん」と呼んで慕っていた）
- 小宮悦子
- 白木清か
- 渡辺真理
- 西野朗 サッカー日本代表監督。「遠いが親戚関係である」と、久米がラジオで公表した。
- 六代目古今亭志ん生　ラジオ少年時代、生涯尊敬する人。究極の目標となる。

- 鈴木史朗（5期先輩にあたるTBS時代の直属の上司。元TBSアナウンサー）
- みのもんた（久米のライバル的存在としてよく引き合いに出される。元文化放送アナウンサー）
- 古舘伊知郎（テレ朝「ステーション」シリーズ2代目キャスター、久米とは犬猿の仲とされている。元テレビ朝日アナウンサー）
- 富川悠太（テレ朝「ステーション」シリーズ3代目キャスター。久米と直接の面識はないが、古舘とは違い富川へはラジオで多々エールを送っている）

## 他
批判
吉本隆明は（いつも、なにかにつけて、何事についても批判ばかりしている人ではあるが）、「ニュースキャスターの筑紫や久米は、自分を棚上げにして、キレイごとやカッコいいことをいって、そのうえ他人にはキツイことばかり要求しているとし、「民衆の味方です」みたいな顔して発言をしているが、果たして筑紫や久米が普通の民衆なのかあるいは民主主義が身についているかといえば、そうではない」と、1999年出版の本で、筑紫や久米などのニュースキャスターのことも批判した。